# تویوتا سیه‌نا
تویوتا سیه‌نا (Toyota Sienna) خودرویی است که از سال ۱۹۹۷–کنون تولید شده‌است.
این خودرو در کلاس مینی‌ون قرار گرفته است.